# San Marcos (Costa Rica)
San Marcos è un distretto della Costa Rica, capoluogo del cantone di Tarrazú, nella provincia di San José.